# Idiocnemis strumidens
Idiocnemis strumidens är en trollsländeart som beskrevs av Maurits Anne Lieftinck 1958. Idiocnemis strumidens ingår i släktet Idiocnemis och familjen flodflicksländor. Inga underarter finns listade i Catalogue of Life.